# Homohuwelijk in Duitsland
In Duitsland werd op 1 oktober 2017 het burgerlijk huwelijk opengesteld voor partners van hetzelfde geslacht. Een wetsvoorstel daartoe werd op 30 juni 2017 aangenomen door de Bondsdag. Op 7 juli 2017 stemde ook de Bondsraad in met het voorstel, en op 20 juli 2017 werd het door president Frank-Walter Steinmeier ondertekend. Het eerste homohuwelijk werd op de dag van inwerkingtreding voltrokken in Berlijn.
Tijdens een interview met bondskanselier Angela Merkel van het CDU, vroeg Ulli Köppe wanneer hij nu eindelijk met zijn vriend mocht trouwen. Merkel draaide eerst om de vraag heen, maar heeft een stemming doorgezet binnen de partij. Uiteindelijk stemde de SPD, Bündnis 90/Die Grünen en de Freie Demokratische Partei voor het homohuwelijk met 393 parlementariërs voor, 226 tegen en 4 onthielden zich van stemming. Angela Merkel stemde overigens tegen het homohuwelijk.
Voordat er werd gestemd was de SPD al uitgesproken voor het homohuwelijk. Ze wilden alleen een coalitie vormen zolang het legaliseren van het homohuwelijk op de agenda stond.
Tijdens de regeerperiode van Gerhard Schröder was de SPD verdeeld over het homohuwelijk, Bündnis 90/Die Grünen was voorzichtig vóór het homohuwelijk. Beide partijen waren toen wel tegen homoadoptie. Nu zijn beide partijen voorstander van beide zaken.
Op 25 oktober 2009 werd het regeerakkoord van de nieuwe coalitie van CDU/CSU en FDP uitgebracht. Daarin werd gesteld dat een ongelijkheid van rechten tussen partners van hetzelfde geslacht en partners met een verschillend geslacht zou worden verwijderd. Toch heeft de regering het niet over adoptierechten. Toen vond 52% van het Duitse volk dat het homohuwelijk moest worden gelegaliseerd.
In juni 2012 diende Bündnis 90/Die Grünen een wetsvoorstel in dat het homohuwelijk zou toelaten, maar de meerderheid (CDU/CSU en FDP) verwierp dit, een meerderheid die de discriminatie in theorie wel weg wil werken, maar het homohuwelijk daarom nog niet direct in praktijk wil brengen (d.i. het dus dezelfde status te geven als een 'traditioneel huwelijk', d.w.z. tussen man en vrouw). Wegens meerdere oordelen van het Duitse grondwettelijke hof - die telkens zeiden dat de huidige regelingen ongrondwettelijk zijn - laaide in Duitsland opnieuw het debat rond het homohuwelijk op (februari-maart 2013). De CDU van Angela Merkel gaf toen aan bereid te zijn toegevingen te doen, omdat een nieuw oordeel van het grondwettelijk hof in de perceptie als een blamage voor de huidige coalitie gezien zou kunnen worden. Na meerdere protesten uit de hoek van de coalitiepartner CSU (met onder anderen Horst Seehofer) en de conservatievere vleugel van de CDU (onder anderen Erika Steinbach en Katherina Reiche) werd beslist om voorlopig niets te ondernemen. In de zomer 2013 zal het grondwettelijk hof zich nogmaals over de kwestie buigen. Intussen hoopt de CDU van Angela Merkel dat het debat zal gaan liggen en ze de heikele kwestie tot over de volgende verkiezingen in september 2013 kan tillen.
Toen de regering van Angela Merkel (regering Merkel II) de meerderheid in de bondsraad (Bundesrat) na de verkiezingen in de deelstaat Nedersaksen op 20 januari 2013 verloor, verkregen de linkse partijen er de meerderheid. Een wetsvoorstel dat het homohuwelijk zou toelaten werd toen ingediend en goedgekeurd in de bondsraad, maar het voorstel werd in het parlement (Bondsdag) tegengehouden door de huidige regering van CDU, CSU en de liberale Freie Demokratische Partei. De laatstgenoemde partij had echter gezegd volledig vóór het homohuwelijk te zijn, maar stemde toch tegen wegens coalitiediscipline.
Volgens een opiniepeiling van begin 2013 zijn 74% van de Duitsers en 64% van de aanhangers van de conservatieve Union-partijen vóór de invoering van het homohuwelijk.
Adoptie van kinderen door homoseksuele paren is in Duitsland niet mogelijk. Officieel kan een alleenstaand persoon wel een kind adopteren en vele homoseksuele paren proberen dan ook op die manier een kind te adopteren. Dit heeft evenwel grote nadelen: slechts één iemand wordt officieel als moeder of vader erkend, wat betekent dat diens partner niet officieel door de staat erkend wordt (als tweede moeder of vader).